# Clark Ashton Smith

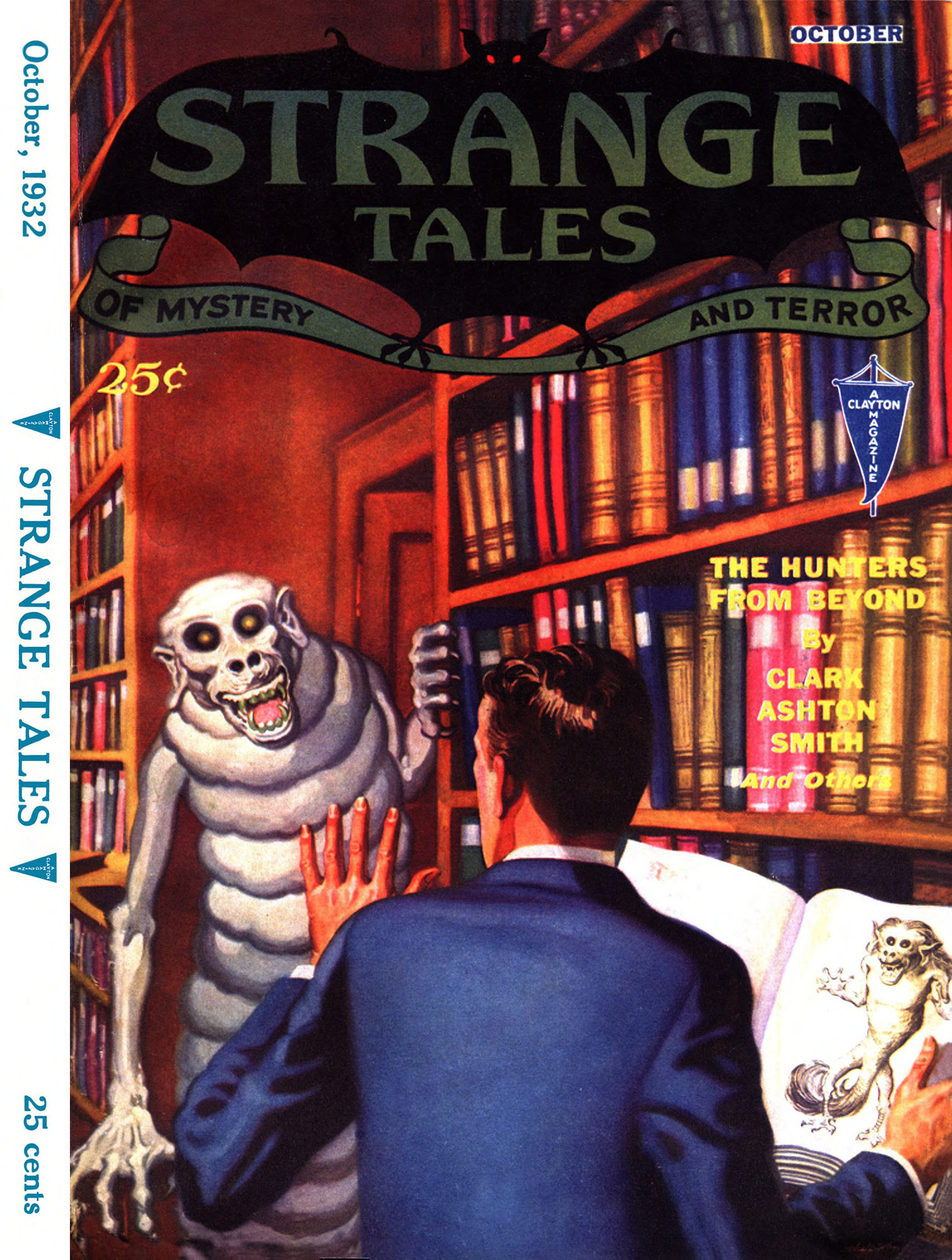
Okładka czasopisma „Strange Tales” z października 1932, w którym ukazało się jedno z najbardziej znanych opowiadań Smitha, The Hunters from Beyond

Clark Ashton Smith (ur. 13 stycznia 1893 w Long Valley w Kalifornii, zm. 14 sierpnia 1961 w Pacific Grove w Kalifornii) – amerykański poeta, rzeźbiarz, malarz, autor fantasy, horrorów i krótkich opowiadań science fiction.

## Życiorys
Jest pamiętany dzięki twórczości pisarskiej i znajomości z H.P. Lovecraftem, trwającej od 1922 do śmierci Lovecrafta w 1937. Razem z Lovecraftem i Robertem E. Howardem pozostaje jednym z najbardziej znanych współpracowników magazynu „Weird Tales”, publikującego horrory. Przez całe życie cierpiał na problemy ze wzrokiem. Zmarł we śnie 14 sierpnia 1961 roku. Przez większość życia cierpiał biedę i imał się różnych zajęć: zrywał owoce, pracował jako drwal.
Napisał większość swoich horrorów i mitów Cthulhu, zainspirowany twórczością H.P. Lovecrafta. Potwory i istoty, które wymyślił, to m.in. Aforgomon, Rlim-Shaikorth, Mordiggian, Tsathoggua, czarnoksiężnik Eibon i kilka innych. Jego opowiadania początkowo pojawiały się w magazynach „Weird Tales”, „Strange Tales”, „Astounding Stories”, „Stirring Science Stories” oraz „Wonder Stories”. Wiele zostało opublikowanych w sześciu książkach w wydawnictwie Arkham House Augusta Derletha. Niektóre ukazały się także w tomach Lost Worlds Vol 1 oraz Lost Worlds Vol 2 (LW1 and LW2):
- The Last Incantation – „Weird Tales”, June 1930 LW2
- A Voyage to Sfanomoe – „Weird Tales”, August 1931 LW2
- The Tale of Satampra Zeiros – „Weird Tales”, November 1931 LW2
- The Door to Saturn – „Strange Tales”, January 1932 LW2
- The Planet of the Dead – „Weird Tales”, March 1932 LW2
- The Gorgon – „Weird Tales”, April 1932 LW2
- The Letter from Mohaun Los (pod tytułem Flight into Super-Time) – „Wonder Stories”, August 1932 LW1
- The Empire of the Necromancers – „Weird Tales”, September 1932 LW1
- The Hunters from Beyond – „Strange Tales”, October 1932 LW1
- The Isle of the Torturers – „Weird Tales”, March 1933 LW1
- The Light from Beyond – „Wonder Stories”, April 1933 LW1
- The Beast of Averoigne – „Weird Tales”, May 1933 LW1
- The Holiness of Azedarac – „Weird Tales”, November 1933 LW1
- The Demon of the Flower – „Astounding Stories”, December 1933 LW2
- The Death of Malygris – „Weird Tales”, April 1934 LW2
- The Plutonium Drug – „Amazing Stories”, September 1934 LW2
- he Seven Geases – „Weird Tales”, October 1934 LW2
- Xeethra – „Weird Tales”, December 1934 LW1
- The Flower-Women – „Weird Tales”, May 1935 LW2
- The Treader of the Dust – „Weird Tales”, August 1935 LW1
- Necromancy in Naat – „Weird Tales”, July 1936 LW1
- The Maze of Maal Dweb – „Weird Tales”, October 1938 LW2
- The Coming of the White Worm – „Stirring Science Stories”, April 1941 LW2

Jako poeta wydał między innymi tomiki The Star-Treader and Other Poems (1912), Odes and Sonnets (1918), Ebony and Crystal (1922) oraz Sandalwood (1925). Za jego sztandarowy wiersz uchodzi utwór The Hashish Eater, Or The Apocalypse Of Evil (1922).

## Wydania w Polsce
Do 2022 opublikowano w Polsce dwa zbiory opowiadań Clarka Ashtona Smitha: Miasto Śpiewającego Płomienia (1994) oraz Kroniki Averoigne (2022). Jego utwory ukazywały się również w antologiach i czasopismach (m.in. „Nowa Fantastyka” 2023 nr 10 i 12). 